# Реднапп, Гарри
Ге́нри Джеймс (Га́рри) Ре́днапп (англ. Henry James «Harry» Redknapp; 2 марта 1947, Лондон) — английский футболист и футбольный тренер. Отец бывшего полузащитника и капитана «Ливерпуля», Джейми Реднаппа и дядя бывшего полузащитника «Челси» Фрэнка Лэмпарда.
Как игрок Реднапп выступал в основном за «Вест Хэм Юнайтед» и «Борнмут», под конец карьеры играл в низших лигах Англии и в США. Завершил карьеру в 1982 году, вернувшись в «Борнмут». В английской Премьер-лиге провёл почти полторы сотни матчей (все за «Вест Хэм»), лучший результат — восьмое место, в еврокубках Реднапп не играл.
Карьеру тренера Реднапп начал в своём бывшем клубе, «Борнмуте». Как тренер в 1999 году он выиграл с «Вест Хэмом» Кубок Интертото, а в 2008 году во главе «Портсмута» победил в Кубке Англии. За время своей тренерской карьеры Реднапп возглавлял дважды лишь один клуб — «Портсмут». По результатам сезона 2009/10 его удостоили престижной индивидуальной награды — звания тренера года в английской Премьер-лиге. В сезоне 2010/11 он вывел «Тоттенхэм Хотспур» в 1/4 финала Лиги чемпионов. 24 ноября 2012 года Реднапп возглавил «Куинз Парк Рейнджерс», контракт был рассчитан на два с половиной года.
28 ноября 2007 года Реднапп был арестован по подозрению в причастности к коррупции. Позже Гарри отпустили, а в 2012 году он был полностью оправдан.

## Ранние годы
Реднапп родился в Лондоне (район Поплар), он был единственным ребёнком в семье Генри Реднаппа и Вайолет Браун. Отец работал на верфи, а мать — на кондитерской фабрике. Кроме того, по утрам миссис Реднапп подрабатывала уборщицей офисов. Когда родители были на работе, Гарри приходил после школы к бабушке, Мэгги Браун. Она привила внуку увлечение скачками и карточными играми. В свою очередь, от отца Гарри перенял интерес к футболу. Любимым клубом детства мальчика был лондонский «Арсенал», он часто посещал матчи «канониров», особенно ему нравилась игра Джимми Блумфилда.

## Карьера игрока

### Молодёжная карьера
Когда Гарри было 11 лет, он играл в футбол за школьную команду Восточного Лондона, тогда же его заметил Дики Уокер, скаут «Тоттенхэма». Таким образом он перешёл в молодёжный состав «шпор», база которого находилась в районе Чезент. Его игру положительно оценивали Билл Николсон, Дейв Макай и Дэнни Бланчфлауэр.
Когда Гарри исполнилось 15 лет, им начали интересоваться представители «Арсенала» и «Челси», в частности тренер последних, Томми Дохерти, лично приходил домой к Реднаппам. Однако по совету матери Реднапп перебрался в академию «Вест Хэма». В 1963 году команда дошла до финала молодёжного Кубка Англии. «Вест Хэм» уступил в первом матче «Ливерпулю» со счётом 3:1, а после первого тайма ответного матча проигрывал 2:1. Однако молодым «молотобойцам» удалось переломить ход игры и забить четыре гола. Таким образом, Реднапп выиграл первый в своей карьере официальный турнир. Через два дня Гарри выиграл ещё один трофей, когда «Вест Хэм» обыграл «Челси» в решающем матче молодёжного Кубка Лондона.
В 1964 году Реднапп в составе юношеской сборной Англии играл на юниорском турнире УЕФА и дошёл до финала, где Англия со счётом 4:0 обыграла Испанию. В 1965 году он выступал с командой на международном молодёжном турнире в Аугсбурге и стал лучшим игроком турнира.

### «Вест Хэм»
Реднапп присоединился к первой команде «Вест Хэма» в возрасте 18 лет, когда клуб тренировал Рон Гринвуд. Реднапп дебютировал за команду в сезоне 1965/66. Из-за проблем с травмами у основных игроков тренер начал включать его в заявку. 23 августа 1965 года он вышел с первых минут домашнего матча «Вест Хэма» против «Сандерленда». Реднапп помог команде сравнять счёт, отдав голевую передачу с углового, и игра так и закончилась вничью 1:1. 8 апреля 1966 года Реднапп забил свой первый гол в ворота «Тоттенхэма», «Вест Хэм» выиграл со счётом 4:1. В том сезоне «Вест Хэм» дошёл до полуфинала Кубка обладателей кубков, где уступил дортмундской «Боруссии» со счётом 5:2. Молодой Реднапп не принимал участия в еврокубковой кампании. Так как после этого и вплоть до 1975 года клуб не поднимался выше восьмого места, в еврокубках ему сыграть так и не довелось. После чемпионата мира 1966 года трое одноклубников Реднаппа — Бобби Мур, Мартин Питерс и Джеффри Херст — вернулись в команду с золотыми медалями.
В дебютном сезоне Реднапп в основном выходил на замены, но в сезоне 1966/67 получал уже больше игровой практики. 3 декабря 1966 года в игре с «Вест Бромвич Альбион» он открыл счёт и помог «молотобойцам» победить 3:0. В течение своего второго сезона Реднапп сыграл 12 матчей и забил один гол. В сезоне 1967/68 его стали выпускать на поле ещё чаще: он провёл 28 матчей и забил дважды, в ворота «Бернли» и «Сандерленда» соответственно. Кроме того, так как Реднапп родом из Западного Лондона и был воспитанником «Вест Хэма», он заручился существенным уважением болельщиков клуба.
В сезоне 1968/69 Реднапп сыграл 42 матча — 36 матчей в чемпионате и по три в кубке Англии и Кубке Лиги — и забил три гола во всех турнирах. 31 августа 1968 года он поразил ворота «Вест Бромвича» в матче чемпионата, окончившемся со счётом 4:0, а уже в следующей игре в рамках Кубка Лиги забил «Болтон Уондерерс», поучаствовав в победе с таким же счётом. 12 октября 1968 года в гостевом матче с «Лидс Юнайтед» Реднапп повздорил с капитаном соперников, Билли Бремнером. Последний спровоцировал Гарри, задев его шипами бутс по голени. Реднапп не сдержал эмоций, за что получил вторую жёлтую карточку, в итоге его команда проиграла со счётом 2:0. Через шесть дней «Вест Хэм» выиграл у «Саутгемптона» со счётом 8:0, повторив клубный рекорд, Реднапп в том матче сделал две голевые передачи. 26 декабря в матче с «Саутгемптоном» он заработал пенальти, который успешно реализовал Джефф Херст, игра завершилась вничью 2:2. В том сезоне команда финишировала на восьмом месте — лучший результат в чемпионате для Реднаппа.
В сезонах 1969/70 и 1970/71 Реднапп сыграл 26 и 22 матча соответственно. В ходе своего последнего сезона в клубе он провёл 35 игр (22 в чемпионате) и помог команде дойти до полуфинала Кубка Лиги, после чего игрок перешёл в «Борнмут». В общей сложности в течение семи сезонов с «Вест Хэмом» он провёл 175 матчей и забил восемь голов.

### «Борнмут»
В 1972 году Реднапп перешёл в клуб Третьего дивизиона «Борнмут», который тренировал бывший игрок «Вест Хэма», Джон Бонд. Стоимость сделки составила 31 000 фунтов. Бонду нужен был игрок, который смог бы отдавать передачи с правого фланга нападающему Теду Макдагаллу. Однако менее чем через два месяца после прихода Реднаппа в клуб Макдагалл перешёл в «Манчестер Юнайтед». Вместо него ряды клуба пополнил бывший игрок «Эвертона» Джимми Гейбриел, хорошо сыгравшийся с Реднаппом. Помимо этого футболисты поддерживали дружеские отношения вне поля. В сезоне 1972/73 Реднапп сыграл 37 матчей (34 в чемпионате) и забил один гол, «Борнмут» финишировал седьмым в турнирной таблице. По окончании сезона тренер Джон Бонд перешёл в «Норвич Сити» и хотел забрать с собой Реднаппа. Сначала футболисту предложили постоянный контракт, затем — арендную сделку, однако в итоге трансфер сорвался из-за проблем с коленом у игрока. Причиной была грубая игра защитников, которые охотились лично за Реднаппом. В следующем сезоне результаты клуба ухудшились — 11-е место, а по итогам сезона 1974/75 «Борнмут» выбыл в Четвёртый дивизион. В следующем сезоне Реднапп покинул клуб, так и не сумев помочь ему вернуться в Третий дивизион. Всего с этой командой Реднапп провёл четыре сезона в период между 1972 и 1976 годом.

### Поздняя карьера
В конце сезона 1975/76 Реднапп перешёл в «Брентфорд», где за весь следующий сезон провёл одну игру. Футболисту платили 60 фунтов в неделю, чего едва хватало, чтобы заправить его автомобиль Morris Marina.
В 1976 году Реднапп присоединился к клубу Североамериканской футбольной лиги «Сиэтл Саундерс». В этой команде он стал не только полевым игроком, но и помощником главного тренера. Он сыграл 15 матчей в ходе сезона 1976 года, а его клуб вышел в плей-офф со второго места в Западном дивизионе Тихоокеанской конференции. В полуфинале плей-офф «Саундерс» со счётом 3:0 проиграли «Миннесота Кикс». В том же году Реднапп ненадолго вернулся в Англию, где играл за «Лемингтон» из Южной футбольной лиги. 23 октября он сыграл первый матч за клуб против «Мейдстон Юнайтед». Однако из-за травмы Реднапп сыграл лишь четыре матча за клуб во всех турнирах. По возвращении в Сиэтл он сыграл пять матчей в течение сезона 1977 года, его клуб занял третье место в Западном дивизионе и дошёл до финала плей-офф (Соккер Боул), где проиграл «Нью-Йорк Космос» со счётом 2:1. В 1978 году в «Саундерс» перешёл бывший товарищ Реднаппа по «Вест Хэму», Бобби Мур. Однако сам Реднапп на тот момент уже почти не играл, он покинул клуб в 1979 году.
В 1980 году Реднапп согласился присоединиться к недавно созданному клубу «Финикс Файр». Предполагалось, что Джим Гейбриел станет главным тренером, а Реднапп — играющим помощником. Однако, из-за аферы руководства, «Финикс Файр» клуб остался без финансирования и был расформирован. Футболист так и не дебютировал в новой команде. В 1982 году он вернулся в «Борнмут», за который сыграл ещё два матча, после чего завершил карьеру.

## Характеристика игрока
Ещё когда Реднапп играл на молодёжном уровне, его способности положительно оценивали Билл Николсон, Дэйв Макай и Дэнни Бланчфлауэр. В «Вест Хэме» он играл на позиции правого вингера, но в процессе матча мог переходить на левый фланг. Ведущая нога — правая. Как футболист он был быстрым, но неорганизованным, а также, по словам товарища по «Вест Хэму» Бобби Хоу, обладал способностью делать точные передачи с фланга. Игрок «Тоттенхэма» Джо Киннир называл его классическим правым полузащитником, сравнивая его с современным футболистом Аароном Ленноном.

## Тренерская карьера

### «Борнмут»
В начале сезона 1982/83 Реднапп стал помощником тренера «Борнмута» Дэвида Уэбба. Когда Уэбб перешёл в «Торки Юнайтед», Реднапп претендовал на пост главного тренера, но ему предпочли Дона Мегсона. Когда в конце 1983 года «Борнмут» оказался в зоне вылета из Третьего дивизиона, Мегсон был уволен, и в октябре 1983 года Реднапп официально стал тренером клуба.
В своём первом сезоне у руля клуба Реднапп помог «Борнмуту» избежать вылета в Четвёртый дивизион. Помимо этого «Борнмут» в рамках третьего раунда кубка Англии неожиданно обыграл со счётом 2:0 обладателя трофея, «Манчестер Юнайтед». «Борнмут» выиграл Третий дивизион в 1987 году, набрав 97 очков и побив таким образом клубный рекорд.
«Борнмут» провёл во Втором дивизионе три года, но в третий сезон многочисленные травмы игроков в сочетании со значительной потерей формы принесли клубу плохие результаты. После поражения с минимальным счётом от «Лидс Юнайтед» «Борнмут» вернулся в Третий дивизион.
В июне 1990 года Реднапп находился в Италии, где следил за чемпионатом мира. Проезжая через Латину, к югу от Рима, Реднапп вместе с Майклом Синклером (президентом «Йорк Сити»), Фредом Уайтхаусом (президентом «Астон Виллы») и Брайаном Тилером (управляющим директором «Борнмута») попал в ДТП. Их микроавтобус столкнулся с автомобилем, в котором ехали несколько итальянских солдат. Микроавтобус перевернулся на крышу, и его протащило ещё 50 метров по дороге. Тилер и ещё четверо человек погибли. Реднаппа облило бензином, он был без сознания. Синклер смог оттащить его подальше от разбитой машины. Реднапп перенёс перелом черепа, перелом носа, трещины ребра и ранение левой ноги. Медики скорой помощи, прибывшие на место ДТП, сочли его мёртвым и накрыли его голову покрывалом. Реднапп находился без сознания в течение двух дней, его доставили домой две недели спустя специальным рейсом, оплаченным «Борнмутом». Почти полностью восстановившись (из долгосрочных последствий аварии у него остались потеря обоняния и лицевой тик), Реднапп в конечном итоге снова стал тренировать «Борнмут» в конце сезона 1991/92.

### «Вест Хэм»
В следующем сезоне Реднапп стал помощником тренера «Вест Хэма» Билли Бондса. В августе 1994 года совет директоров решил назначить его главным тренером, а Бондса перевести в администрацию клуба. В конце концов, Бондс окончательно покинул команду. За несколько месяцев до подписания контракта с «молотобойцами» Реднапп рассматривал вариант перехода в «Саутгемптон», оставшийся без тренера после ухода Иана Бренфута, но вакантное место занял Алан Болл.
Реднапп помог «Вест Хэму» закрепиться в Премьер-лиге и привёл в команду ряд молодых игроков из молодёжных команд, в частности Майкла Каррика, Джо Коула, Рио Фердинанда и Фрэнка Лэмпарда. При Реднаппе набрали хорошую форму Стюарт Пирс, Паоло Ди Канио и Тревор Синклер. Но на трансферном рынке у него случались и ошибки, особенно с легионерами: покупки Марко Бугерса, Флорина Рэдучою и Паулу Футре не принесли клубу успеха.
«Вест Хэм» финишировал восьмым в 1998 году, а в следующем сезоне занял пятое место (второй за историю команды результат в высшем дивизионе), что дало клубу право на участие в Кубке Интертото. В сезоне 1999/2000 «Вест Хэм» выиграл Кубок Интертото и квалифицировался в Кубок УЕФА. Однако успех прошлого сезона в чемпионате повторить не удалось, клуб занял 15-е место. Реднапп покинул «Вест Хэм» 9 мая 2001 года, за неделю до конца сезона 2000/01.

### «Портсмут»
В 2001 году Реднапп стал спортивным директором «Портсмута». Когда осенью после увольнения Питера Тейлора без тренера остался «Лестер Сити», BBC News считала Реднаппа главным кандидатом на должность наставника клуба, но он остался в «Портсмуте». В марте 2002 года после плохих результатов «Портсмута» Реднапп сменил Грэма Рикса на посту тренера. Ему удалось выиграть Первый дивизион в сезоне 2002/03 и вывести клуб в Премьер-лигу.
Реднапп помог «Портсмуту» остаться в Премьер-лиге в сезоне 2003/04, но у него разгорелся конфликт с владельцем клуба Миланом Мандаричем. Мандарич хотел уволить помощника тренера Джима Смита, кроме того, Реднапп не одобрял назначение Велимира Заеца на пост спортивного директора. В ноябре 2004 года Реднапп вместе со Смитом подал в отставку, тем не менее заявив, что его решение не связано с действиями Мандарича и других клубных чиновников.

### «Саутгемптон»
Через несколько недель после ухода из «Портсмута» Реднапп стал тренером «Саутгемптона». Этот переход был очень болезненно воспринят болельщиками «Портсмута», так как эти два клуба являются принципиальными соперниками. Некоторые фанаты даже одевали футболки, на которых Реднаппа называли «сволочью» и «иудой» и желали «гореть в аду».
В конечном счёте Реднаппу не удалось удержать «Саутгемптон» в Премьер-лиге, и его новый клуб покинул высший дивизион впервые за 27 лет. Реднапп остался в клубе на сезон 2005/06, но не смог добиться возвращения в элиту. Реднапп также был недоволен приглашением в тренерский штаб клуба бывшего регбиста, сэра Клайва Вудворда. После ухода из «Портсмута» Алена Перрена Реднаппу неоднократно предлагали туда вернуться, и в итоге он расстался с «Саутгемптоном» в начале декабря 2005 года. Президент «Саутгемптона» Руперт Лоу при этом привёл слова Реднаппа о том, что «Портсмут» — его «духовный дом».

### Возвращение в «Портсмут»
Реднапп вернулся в «Портсмут» 7 декабря 2005 года, когда перед клубом, хотя и не находившимся непосредственно в зоне вылета, тем не менее стояла реальная перспектива спуска в Чемпионшип. Сначала создавалось впечатление, что Реднапп снова не сможет удержать свой клуб в Премьер-лиге. Тем не менее благодаря увеличению финансирования (одним из владельцев клуба стал израильский бизнесмен Александр Гайдамак) результаты команды к концу сезона улучшились, что обеспечило «Портсмуту» сохранение места в Премьер-лиге. В следующем сезоне Реднапп занял с «Портсмутом» девятое место в чемпионате — высшее в истории клуба с 1950 года. В октябре 2007 года Реднапп подписал новый четырёхлетний контракт с «Портсмутом».
В 2007 году Реднапп стал одним из кандидатов на пост тренера сборной Англии после увольнения Стива Макларена. Однако его шансы возглавить сборную существенно уменьшил коррупционный скандал (см. Обвинения в коррупции), и в итоге тренером Англии был назначен Фабио Капелло. В январе 2008 года появились сообщения, что после увольнения Сэма Эллардайса Реднаппу предлагали вакантный пост тренера «Ньюкасл Юнайтед». Он отклонил предложение, заявив: «У меня есть задача — продвигать этот клуб [„Портсмут“] вперёд; и уйти было бы неправильно». Позже президент «Ньюкасла» Кристофер Морт заявил, что Реднапп был не единственным, с кем велись переговоры; ещё одним претендентом, в частности, был Кевин Киган.
8 марта 2008 года в четвертьфинале Кубка Англии «Портсмут» выиграл у «Манчестер Юнайтед». Вслед за этим 5 апреля в полуфинале на стадионе «Уэмбли» был обыгран «Вест Бромвич Альбион». 17 мая в финале «Портсмут» с минимальным счётом победил «Кардифф Сити» благодаря голу Нванкво Кану и завоевал таким образом под руководством Реднаппа свой первый Кубок Англии за 69 лет. По состоянию на конец сезона 2015/16, он является последним тренером-англичанином, который выиграл этот трофей.
28 октября 2008 года Реднапп принял участие в торжественной церемонии Свободы города (англ. Freedom of the City). Это событие состоялось через два дня после его перехода в «Тоттенхэм». Болельщики «Портсмута» приняли это неоднозначно, несмотря на то, что он привёл клуб к долгожданному трофею.

### «Тоттенхэм Хотспур»
В октябре 2008 года после увольнения Хуанде Рамоса «Тоттенхэм» объявил, что должность тренера займёт Гарри Реднапп. «Тоттенхэм» заплатил «Портсмуту» 5 млн фунтов в качестве компенсации за уход тренера. После подписания контракта с «Тоттенхэмом» Реднапп подчеркнул свою связь с клубом, заявив:

Я большой поклонник истории игры, и «Тоттенхэм» на протяжении многих лет был великим клубом. Я поддерживал «Тоттенхэм», я тренировался там в 11-12 лет, так что я знаю историю клуба. Это великий, великий клуб.
Оригинальный текст (англ.)I am a big follower of the history of the game and Tottenham have been a great club over the years. I followed Tottenham, I trained there as an 11-year-old, 12-year-old so I know the history of the club. It is a big, big club.
«Шпоры» набрали лишь два очка в первых восьми играх сезона до прибытия Реднаппа и находились внизу турнирной таблицы. Но за первые две недели у руля клуба новый тренер вывел его из зоны вылета, а в следующих матчах набрал 10 очков из 12 возможных, обыграв «Ливерпуль» и «Манчестер Сити», а также сыграв вничью 4:4 в дерби с «Арсеналом».
В январе 2009 года Реднапп инициировал трансферы пяти новых футболистов, чтобы усилить состав и расширить выбор игроков. Он вернул в клуб Джермейна Дефо из «Портсмута», Паскаля Шимбонду из «Сандерленда» и Робби Кина из «Ливерпуля». Он также пригласил в клуб гондурасского полузащитника Уилсона Паласиоса из «Уиган Атлетик», а на правах свободного агента в команду перешёл вратарь «Челси» Карло Кудичини.
Во второй половине сезона «шпоры» постепенно поднимались в турнирной таблице после неубедительного начала сезона. В марте 2009 года Реднапп вывел «Тоттенхэм» в финал Кубка Лиги, где клуб проиграл по пенальти «Манчестер Юнайтед». «Шпоры» в итоге финишировали на восьмом месте с 51 очком, едва не выйдя в Лигу Европы.
Летом 2009 года Реднапп сделал значительные изменения в команде: нападающий Даррен Бент ушёл в «Сандерленд», а полузащитник Дидье Зокора отправился в «Севилью»; пришли нападающий Питер Крауч и полузащитник Нико Кранчар из «Портсмута», ряды команды также пополнил защитник Себастьян Бассонг из «Ньюкасл Юнайтед».
Первый полный сезон Реднаппа с клубом (2009/10) стал для «шпор» самым успешным за время выступления в Премьер-лиге. Начав с четырёх побед подряд, команда финишировала на четвёртом месте с 70 очками и таким образом получила шанс попасть в Лигу чемпионов через плей-офф. В результате Реднаппа удостоили звания тренера года Премьер-лиги — он стал на тот момент лишь вторым лауреатом этой награды (после Джорджа Берли), чей клуб не стал чемпионом.
14 июля 2010 года BBC Sport подтвердила, что «шпоры» продлили контракт с Реднаппом до конца 2013 года.
25 августа 2010 года «Тоттенхэм» вышел в групповую стадию Лиги чемпионов, обыграв на «Уайт Харт Лейн» швейцарский «Янг Бойз» со счётом 4:0 (6:3 по сумме двух матчей), а после этого выиграл свою группу, опередив на одно очко миланский «Интернационале». В 1/8 финала клуб Реднаппа прошёл другую итальянскую команду, «Милан», благодаря единственному голу Питера Крауча. Лишь в четвертьфинале «Тоттенхэм» уступил мадридскому «Реалу» с общим счётом 5:0. В чемпионате «шпоры» закончили сезон 2010/11 на пятой позиции с 62 очками. Хотя этого было недостаточно, чтобы обеспечить второй подряд выход в Лигу чемпионов, команда Реднаппа квалифицировалась в Лигу Европы.
В сезоне 2011/12 Реднапп привёл в команду 40-летнего вратаря Брэда Фриделя. Он также арендовал на сезон нападающего «Манчестер Сити» Эммануэля Адебайора. В последний день трансферного окна он купил у «Вест Хэма» английского полузащитника Скотта Паркера. В сентябре и ноябре Реднаппа признавали тренером месяца.
В феврале 2012 года Реднапп получил предложение возглавить сборную Англии, но отказался, заявив, что ему трудно будет одновременно работать и в сборной, и в клубе. Через несколько недель тренером сборной стал Рой Ходжсон.
Несмотря на то, что «Тоттенхэм» второй раз за три года финишировал на четвёртом месте (клуб не попал в Лигу чемпионов только из-за того, что его место на правах победителя турнира занял «Челси»), 13 июня 2012 года Реднапп был уволен, так как стороны не смогли согласовать условия нового контракта.

### «Куинз Парк Рейнджерс»
После увольнения из «Тоттенхэма» Реднапп работал консультантом в «Борнмуте». 24 ноября 2012 года он был назначен тренером «Куинз Парк Рейнджерс», сменив на посту Марка Хьюза, чей контракт был расторгнут днём ранее. КПР находились в нижней части турнирной таблицы, набрав всего четыре очка за 12 игр. Первый матч Реднаппа у руля клуба состоялся 27 ноября 2012 года против «Сандерленда», игра завершилась безголевой ничьей. 15 декабря Реднапп привёл клуб к первой победе в сезоне 2012/13, КПР на «Лофтус Роуд» обыграл «Фулхэм» со счётом 2:1.
2 января 2013 года «Рейнджерс» на выезде с минимальным счётом обыграл действующего победителя Лиги чемпионов, «Челси». Это была первая гостевая победа КПР в Премьер-лиге над лондонской командой с марта 1995 года и первая победа клуба в высшем дивизионе на «Стэмфорд Бридж» с марта 1979 года. 12 января 2013 года Реднапп вывел КПР на домашний матч против «Тоттенхэма», игра завершилась без голов.
28 апреля 2013 года после безголевой ничьи с «Редингом» за три игры до конца сезона КПР потерял шансы остаться в Премьер-лиге после двух сезонов в высшем дивизионе. После одного сезона в Чемпионшипе 24 мая 2014 года в финале плей-офф за повышение на «Уэмбли» клубу Реднаппа удалось обыграть с минимальным счётом «Дерби Каунти». Таким образом КПР вернулся в Премьер-лигу. 3 феврале 2015 года Реднапп подал в отставку с поста тренера «Рейнджерс». В преддверии запланированной операции на колене, он заявил, что не может полноценно отдаваться работе и что будет лучше, если кто-то другой займёт пост тренера. Его временно заменил тандем Леса Фердинанда и Криса Рэмси. В апреле 2015 года Реднапп назвал в качестве ещё одной причины своего ухода из КПР закулисные договорённости и людей с «собственными целями». По словам тренера, он больше не знал, кто был на его стороне. На момент его ухода клуб занимал предпоследнее место в Премьер-лиге с 19 очками в 23 играх, причём команда не набрала ни одного очка в выездных матчах.

### Год перерыва и сборная Иордании
В январе 2016 года Реднапп вернулся к футбольной деятельности в качестве директора «Уимборн Таун». В марте 2016 года он был назначен спортивным советником «Дерби Каунти» до конца сезона 2015/16. Его также назначили тренером сборной Иордании на две отборочные игры чемпионата мира, и он приступил к работе вместе со своим бывшим помощником Кевином Бондом. Первая игра Реднаппа как тренера Иордании состоялась 24 марта, закончившись победой со счётом 8:0 над Бангладеш. За этим последовало поражение 5:1 от Австралии.
29 апреля 2016 года было объявлено, что Реднапп присоединится к австралийскому «Сентрал Кост Маринерс» как футбольный консультант. В середине мая того же года в СМИ Узбекистана появилась информация о том, что Гарри Реднапп в ближайшее время начнёт работать в тренерском штабе национальной сборной Узбекистана в качестве советника главного тренера Самвела Бабаяна.

### «Бирмингем Сити»
18 апреля 2017 года Гарри Реднапп был назначен на пост главного тренера «Бирмингем Сити», выступающего в английском Чемпионшипе. На момент смены тренера команда находилась на 20-м месте в турнирной таблице. Свой первый матч у руля клуба он проиграл с минимальным счётом принципиальному сопернику «Астон Вилле». В последних двух играх сезона команда Реднаппа обыграла «Хаддерсфилд Таун» со счётом 2:0, а затем выиграла 1:0 у «Бристоль Сити», благодаря чему обезопасила себя от вылета.
В мае 2017 года Реднапп подписал годичную сделку, намереваясь продолжить работу на посту тренера бирмингемского клуба ещё на сезон. Помощником Реднаппа снова стал Кевин Бонд, заменив ушедшего Стива Коттерилла. Первыми приобретениями Реднаппа стали Дэвид Стокдейл, Марк Робертс и Шейк Ндойе.
16 сентября 2017 года после шести поражений подряд, в результате которых команда оказалась второй с конца, «Бирмингем Сити» разорвал контракт с тренером.

## Характеристика тренера
По мнению обозревателя ESPN Дж. Молинью-Картера, сильной стороной Реднаппа является умение подобрать для клуба нужных игроков в рамках бюджета, также его хвалили за навыки налаживания работы в команде. Его недостатком является то, что иногда он бывает слишком откровенным относительно своих игроков, и его клубы зачастую выступают неудачно в решающих играх. Обычно Реднапп предпочитает схему 4-4-2, он любит традиционную английскую фланговую игру и предпочитает скоростным контратакам готовность флангов обороняться.

## Личная жизнь
Реднапп женился 30 июня 1968 года на Сандре Харрис, 18-летней парикмахерше из Эссекса, до этого они встречались на протяжении четырёх лет. У пары двое сыновей: Джейми (бывший футболист) и Марк (модель). Джейми дебютировал под руководством своего отца в «Борнмуте» в 1990 году, затем играл за «Ливерпуль» и «Тоттенхэм», а под конец перешёл в «Саутгемптон», где в 2005 году завершил карьеру. Внук Гарри от сына Марка, которого также зовут Гарри Реднапп, в мае 2014 года подписал контракт с «Борнмутом». Бывший полузащитник сборной Англии Фрэнк Лэмпард является племянником Реднаппа. Мать Лэмпарда, Патрисия, — сестра-близнец Сандры Реднапп, а сам Гарри в своё время играл вместе с Фрэнком Лэмпардом-старшим.
Реднапп и его жена внесли значительный вклад в деятельность саутгемптонской благотворительной организации Leukaemia Busters. В 2004 году они возглавили эту организацию, сменив на посту бывшего крикетиста Дэвида Гауэра и его жену Торунн.
Реднапп и его жена также владеют строительной компанией Pierfront Developments. В августе 2011 года было объявлено, что компания будет продолжать жилищное строительство в Саутси, графство Хэмпшир, без программы доступного жилья. Взамен компания предложила городскому совету 600 тысяч фунтов стерлингов на строительство доступного жилья в другом месте, и это предложение было принято. Противники предложенной схемы заявили, что заявленных средств хватит только на восемь домов вместо 28, которые требовалось построить в ходе работы компании.
В январе 2011 года Реднаппа ограбили, когда он был на футбольном матче в Испании. 2 ноября 2011 года ему сделали операцию, чтобы разблокировать коронарную артерию. В июне 2012 года появилась информация, что тренер присоединился к бирже ставок Betfair как «обозреватель Евро-2012». В его обязанности входило анонсирование игры для ставок и консультация клиентов Betfair.
В октябре 2013 года Реднапп опубликовал автобиографию «Всегда тренируя» (англ. Always Managing). Литературным негром книги стал журналист Мартин Сэмюэл.

## Обвинения в коррупции
19 сентября 2006 года в передаче BBC Panorama был показан эпизод, который вызвал подозрения в незаконных переговорах Реднаппа с игроком. Об этом говорил также помощник тренера, Кевин Бонд. Реднапп отрицал своё участие в попытке договориться о трансфере футболиста без ведома его команды. Речь шла о разговоре с футбольным агентом Питером Харрисоном об игроке «Блэкберн Роверс» Энди Тодде. В ходе беседы Реднапп назвал Тодда «крутым ублюдком» и сказал, что хотел бы подписать игрока на постоянной основе, если тот будет доступен. Тренер заявил ВВС, что обвинения беспочвенны, он считает себя «на миллион процентов невиновным» и у Кевина Бонда нет оснований думать иначе.
Заключительный доклад составлял бывший комиссар столичной полиции Лорд Стивенс. Его опубликовали в июне 2007 года, и единственная претензия к Реднаппу касалась получения незаконной выгоды в виде скаковой лошади по кличке Double Fantasy. Её предположительно подарил Реднаппу агент Вилли Маккей. Тренер не отрицал факт владения лошадью, но настаивал, что не заработал на этом никаких денег, потому что лошадь была невезучей и никогда не выигрывала скачек.
28 ноября 2007 года Реднапп был арестован лондонской полицией по подозрению в сговоре с целью подачи ложных финансовых отчётов, вместе с ним арестовали управляющего директора «Портсмута» Питера Сторри, бывшего президента клуба Милана Мандарича, агента Вилли Маккея и футболиста Амди Файе. Реднапп позже был освобождён без предъявления обвинений, аналогично поступили и с четырьмя остальными фигурантами дела. После этого Реднапп объявил о своём намерении подать на полицию в суд за незаконный арест. Он считал своё задержание результатом отказа от должности тренера сборной Англии после увольнения Стива Макларена. В мае 2008 года Высокий суд Лондона постановил, что рейд сотрудников лондонской полиции на дом Реднаппа в Пуле был незаконным, и отменил ордер на обыск. Суд назвал их действия «полностью неприемлемыми» и постановил заплатить 1000 фунтов в качестве покрытия ущерба, нанесённого Реднаппу, а также компенсировать часть его судебных издержек.
После дальнейшей работы Службы доходов и таможни в рамках расследования коррупционного правонарушения в январе 2010 года Реднапп вместе с Миланом Мандаричем были обвинены по двум пунктам в сокрытии доходов. Обвинения касались случая, когда Мандарич выплатил тренеру 189 тысяч фунтов через банковский счёт в Монако. Процесс начался в королевском суде Саутуарка 23 января 2012 года. 8 февраля Реднапп был признан невиновным по обоим пунктам.

## Достижения

### Клубные
«Борнмут»
- Третий дивизион Футбольной лиги: 1986/87
- Трофей Футбольной лиги: 1983/84

«Вест Хэм Юнайтед»
- Кубок Интертото: 1999

«Портсмут»
- Первый дивизион Футбольной лиги: 2002/03
- Кубок Англии: 2007/08

«Куинз Парк Рейнджерс»
- Чемпионат Футбольной лиги (победитель плей-офф): 2013/14

### Индивидуальные
- Тренер сезона английской Премьер-лиги: 2009/10
- Тренер месяца английской Премьер-лиги (7): апрель 2004, октябрь 2004, март 2005, апрель 2006, август 2009, сентябрь 2011, ноябрь 2011

## Статистика

### Игрок
| Клуб             | Сезон            | Премьер-лига | Премьер-лига | Кубок Англии | Кубок Англии | Кубок Лиги | Кубок Лиги | Всего  | Всего |
| Клуб             | Сезон            | Матчей       | Голов        | Матчей       | Голов        | Матчей     | Голов      | Матчей | Голов |
| ---------------- | ---------------- | ------------ | ------------ | ------------ | ------------ | ---------- | ---------- | ------ | ----- |
| Вест Хэм         | 1965/66          | 7            | 1            | 0            | 0            | 0          | 0          | 7      | 1     |
| Вест Хэм         | 1966/67          | 12           | 1            | 0            | 0            | 0          | 0          | 12     | 1     |
| Вест Хэм         | 1967/68          | 28           | 2            | 0            | 0            | 3          | 0          | 31     | 2     |
| Вест Хэм         | 1968/69          | 36           | 2            | 3            | 0            | 3          | 1          | 42     | 3     |
| Вест Хэм         | 1969/70          | 23           | 1            | 1            | 0            | 2          | 0          | 26     | 1     |
| Вест Хэм         | 1970/71          | 21           | 0            | 0            | 0            | 1          | 0          | 22     | 0     |
| Вест Хэм         | 1971/72          | 22           | 0            | 4            | 0            | 9          | 0          | 35     | 0     |
| Вест Хэм         | Всего            | 149          | 7            | 8            | 0            | 18         | 1          | 175    | 8     |
| Борнмут          | 1972/73          | 34           | 1            | 1            | 0            | 2          | 0          | 37     | 1     |
| Борнмут          | 1973/74          | 39           | 4            | 3            | 0            | 4          | 1          | 46     | 5     |
| Борнмут          | 1974/75          | 19           | 0            | 0            | 0            | 0          | 0          | 19     | 0     |
| Борнмут          | 1975/76          | 9            | 0            | 2            | 0            | 1          | 0          | 12     | 0     |
| Борнмут          | Всего            | 101          | 5            | 6            | 0            | 7          | 1          | 114    | 6     |
| Брентфорд        | 1976/77          | 1            | 0            | 0            | 0            | 0          | 0          | 1      | 0     |
| Брентфорд        | Всего            | 1            | 0            | 0            | 0            | 0          | 0          | 1      | 0     |
| Сиэтл Саундерс   | 1976             | 15           | 0            | —            | —            | —          | —          | 15     | 0     |
| Сиэтл Саундерс   | 1977             | 5            | 0            | —            | —            | —          | —          | 5      | 0     |
| Сиэтл Саундерс   | 1978             | 3            | 0            | —            | —            | —          | —          | 3      | 0     |
| Сиэтл Саундерс   | 1979             | 1            | 0            | —            | —            | —          | —          | 1      | 0     |
| Сиэтл Саундерс   | Всего            | 24           | 0            | —            | —            | —          | —          | 24     | 0     |
| Борнмут          | 1982/83          | 1            | 0            | 0            | 0            | 1          | 0          | 2      | 0     |
| Борнмут          | Всего            | 1            | 0            | 0            | 0            | 1          | 0          | 2      | 0     |
| Всего за карьеру | Всего за карьеру | 276          | 12           | 14           | 0            | 26         | 2          | 316    | 14    |

Источники:

### Тренер
| Команда              | Страна   | С               | До              | Статистика | Статистика | Статистика | Статистика | Статистика |
| Команда              | Страна   | С               | До              | И          | В          | П          | Н          | Побед %    |
| -------------------- | -------- | --------------- | --------------- | ---------- | ---------- | ---------- | ---------- | ---------- |
| Борнмут              | Англия   | 19 октября 1983 | 9 июня 1992     | 457        | 180        | 170        | 107        | 39.39      |
| Вест Хэм Юнайтед     | Англия   | 10 августа 1994 | 9 мая 2001      | 327        | 121        | 121        | 85         | 37         |
| Портсмут             | Англия   | 25 марта 2002   | 24 ноября 2004  | 116        | 54         | 36         | 26         | 46.55      |
| Саутгемптон          | Англия   | 8 декабря 2004  | 2 декабря 2005  | 49         | 13         | 15         | 21         | 26.53      |
| Портсмут             | Англия   | 7 декабря 2005  | 26 октября 2008 | 128        | 54         | 45         | 29         | 42.19      |
| Тоттенхэм Хотспур    | Англия   | 26 октября 2008 | 14 июня 2012    | 198        | 98         | 50         | 50         | 49.49      |
| Куинз Парк Рейнджерс | Англия   | 24 ноября 2012  | 3 февраля 2015  | 105        | 36         | 26         | 43         | 34.29      |
| Иордания             | Иордания | 15 марта 2016   | 29 марта 2016   | 2          | 1          | 0          | 1          | 50         |
| Всего                | Всего    | Всего           | Всего           | 1382       | 557        | 344        | 481        | 40.3       |

Обновлено 13 мая 2016